# Tasmansk väneukalyptus
Tasmansk väneukalyptus, (Eucalyptus obliqua), är en art i familjen myrtenväxter. Den förekommer endemiskt på Tasmanien och sydöstra Australien i framför allt bergsområden.
Trädet kan bli upp till 90 meter högt och enligt äldre uppgifter ska träd på upp till 100 meters höjd ha uppmätts.

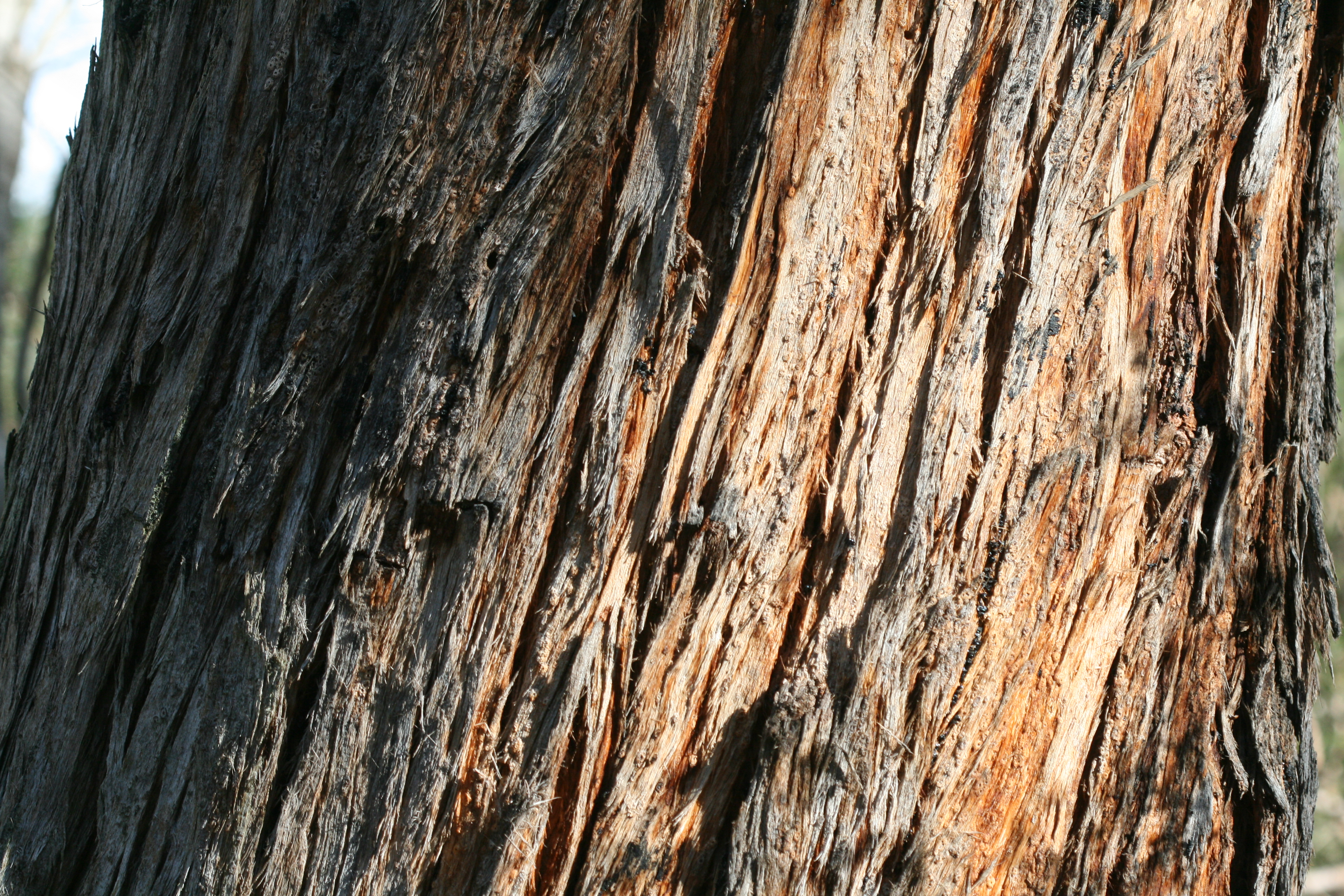
Stammen på en gammal tasmansk väneukalyptus.

## Taxonomi
Arten samlades in 1777 under James Cooks tredje expedition (1776-1779) av den franske botanikern David Nelson. Den beskrevs sedermera av den franske botanisten Charles Louis L'Héritier de Brutelle 1788, som använde den för att beskriva det nya släktet Eukalyptus.
Arten har många alternativa namn:
- Eucalyptus nervosa Miq. nom. illeg.
- Eucalyptus fabrorum Schltdl.
- Eucalyptus falcifolia Miq.
- Eucalyptus pallens DC.
- Eucalyptus heterophylla Miq.
- Eucalyptus procera Dehnh.
- Eucalyptus obliqua var. degressa Blakely
- Eucalyptus obliqua var. megacarpa Blakely
- Eucalyptus obliqua L.Her. var. obliqua

## Svenskt namn
Arten erhöll 2007 svenskt namn utifrån den engelska namngivningen. På australienska heter arten nämligen "Stringy Messmate" och den kallas nu på svenska tasmansk väneukalyptus.